# Kazuya Maeda (Fußballspieler, 1982)
Kazuya Maeda (japanisch 前田 和哉 Maeda Kazuya; * 8. September 1982 in der Präfektur Wakayama) ist ein ehemaliger japanischer Fußballspieler.

## Karriere
Maeda erlernte das Fußballspielen in der Universitätsmannschaft der Osaka University of Health and Sport Sciences. Seinen ersten Vertrag unterschrieb er 2005 bei Cerezo Osaka. Der Verein spielte in der höchsten Liga des Landes, der J1 League. Am Ende der Saison 2006 stieg der Verein in die J2 League ab. 2009 wurde er mit dem Verein Vizemeister der J2 League und stieg wieder in die J1 League auf. Für den Verein absolvierte er 162 Ligaspiele. Im Juli 2010 wechselte er zum Ligakonkurrenten Montedio Yamagata. Am Ende der Saison 2011 stieg der Verein in die J2 League ab. Für den Verein absolvierte er 61 Ligaspiele. 2013 wechselte er zum Ligakonkurrenten Giravanz Kitakyushu. Am Ende der Saison 2016 stieg der Verein in die J3 League ab. Für den Verein absolvierte er 138 Ligaspiele. Ende 2017 beendete er seine Karriere als Fußballspieler.